# 篠崎一夜
篠崎 一夜（しのざき ひとよ）は、日本の小説家。

## 人物・経歴
代表作「お金がないっ」シリーズを中心に香坂透との共同作品がほとんどであり、ボーイズラブ小説を多く書いている。

## 作品
オークラ出版
- お金がないっ（1999年）
- お金しかないっ（1999年）
- お金じゃ買えないっ（2000年）
- お金がたりないっ（2001年）

桜桃書房
- 殴る白衣の天使（2000年）
- 愛してるって言わなきゃ殺す。（2002年）

幻冬舎コミックス リンクスロマンス
- 学園人体錬金術（2003年）
- お金がないっ（2004年、新装版）
- お金しかないっ（2004年、新装版）
- お金じゃ買えないっ（2004年、新装版）
- お金がたりないっ（2005年、新装版）
- お金は貸さないっ（2003年、新装版）
- お金じゃないっ（2005年、新装版）
- お金じゃ解けないっ（2007年）
- ブラザー×ファッカー（2007年）
- 殴る白衣の天使（2009年、新装版）
- 変身できない（2012年）
- ブラザー×セクスアリス（2013年）
- お金はあげないっ（2014年）
- 悪い奴ほどよく眠る（2014年）